# The Sound of Madness
The Sound of Madness es el tercer álbum de estudio de la banda de hard rock y metal alternativo Shinedown, lanzado el 24 de junio de 2008.
Las letras del álbum exploran temas diversos a diferencia de sus anteriores discos, "Devour" se aventura en territorio político, mientras que "What A Shame" cuenta una historia sobre el tío del vocalista Brent Smith, mientras que la canción "If You Only Knew", que se dedica a su hijo recién nacido, fue la primera vez que él había escrito una balada de amor para Shinedown.

## Recepción
The Sound Of Madness recibió buenas críticas. El álbum debutó en el número 8 en el Billboard 200 con 50.000 copias vendidas en su primera semana. En febrero de 2012, el álbum ha vendido 1,3 millones de copias en los Estados Unidos.

## Gira
En otoño de 2008, Shinedown se embarcó en su gira más grande en Europa en ese momento, apoyando a Disturbed en una serie de países.
En enero de 2009, la banda se embarcó en una gira por Europa.

## Lista de canciones
Todas las canciones escritas por Brent Smith y Dave Bassett, excepto las indicadas.

| N.º | Título                                | Duración |  |
| 1.  | «Devour»                              | 3:50     |  |
| 2.  | «Sound of Madness»                    | 3:54     |  |
| 3.  | «Second Chance»                       | 3:40     |  |
| 4.  | «Cry for Help»                        | 3:20     |  |
| 5.  | «The Crow & the Butterfly»            | 4:13     |  |
| 6.  | «If You Only Knew»                    | 3:46     |  |
| 7.  | «Sin with a Grin»                     | 4:00     |  |
| 8.  | «What a Shame»                        | 4:18     |  |
| 9.  | «Cyanide Sweet Tooth Suicide»         | 3:11     |  |
| 10. | «Breaking Inside» (Smith, Bobby Huff) | 3:51     |  |
| 11. | «Call Me» (Smith, Tony Battaglia)     | 3:43     |  |

Deluxe Edition
| Deluxe version |              |        |          |  |
| N.º            | Título       | Música | Duración |  |
| 12.            | «I Own You»  |        | 3:37     |  |
| 13.            | «Energy»     |        | 3:28     |  |
| 14.            | «Son of Sam» |        | 3:38     |  |

2010 Deluxe Edition
| 2010 deluxe reissue |                                         |        |          |  |
| N.º                 | Título                                  | Música | Duración |  |
| 12.                 | «Energy»                                |        | 3:28     |  |
| 13.                 | «Son of Sam»                            |        | 3:38     |  |
| 14.                 | «I Own You»                             |        | 3:37     |  |
| 15.                 | «Junkies for Fame»                      |        | 3:26     |  |
| 16.                 | «Second Chance» (acoustic version)      |        | 3:40     |  |
| 17.                 | «The Crow & the Butterfly (Pull Mix)»   |        | 5:27     |  |
| 18.                 | «Her Name Is Alice»                     |        | 3:50     |  |
| 19.                 | «Diamond Eyes (Boom Lay Boom Lay Boom)» |        | 5:36     |  |
| 20.                 | «Breaking Inside» (featuring Lzzy Hale) |        | 3:49     |  |

| 2010 vinyl reissue |                                       |        |          |  |
| N.º                | Título                                | Música | Duración |  |
| 12.                | «The Energy»                          |        | 3:28     |  |
| 13.                | «Son of Sam»                          |        | 3:38     |  |
| 14.                | «I Own You»                           |        | 3:37     |  |
| 15.                | «Junkies for Fame»                    |        | 3:26     |  |
| 16.                | «Second Chance» (acoustic version)    |        | 3:40     |  |
| 17.                | «The Crow & the Butterfly (Pull Mix)» |        | 5:27     |  |

2010 Deluxe DVD
| 2010 deluxe DVD |                                          |        |          |  |
| N.º             | Título                                   | Música | Duración |  |
| 1.              | «Devour» (lyric video)                   |        | 3:47     |  |
| 2.              | «Devour» (music video)                   |        | 3:48     |  |
| 3.              | «Second Chance» (music video)            |        | 3:44     |  |
| 4.              | «Sound of Madness» (music video)         |        | 4:14     |  |
| 5.              | «If You Only Knew» (music video)         |        | 3:48     |  |
| 6.              | «The Crow & the Butterfly» (music video) |        | 4:18     |  |
| 7.              | «What a Shame» (music video)             |        | 4:18     |  |
| 8.              | «Save Me» (Live from Atlanta)            |        | 3:38     |  |
| 9.              | «Devour» (Live from Atlanta)             |        | 5:04     |  |
| 10.             | «Call Me» (Live from Atlanta)            |        | 3:39     |  |
| 11.             | «Second Chance» (Live from Atlanta)      |        | 3:40     |  |
| 12.             | «Sound of Madness» (Live from Atlanta)   |        | 4:34     |  |
| 13.             | «Interview from LA»                      |        | 18:13    |  |

## Créditos
- Brent Smith - Voz
- Nick Perri - Guitarra líder
- Zach Myers - Guitarra rítmica
- Eric Bass - Bajo
- Barry Kerch - Batería

Producción
- Rob Cavallo